# Bergisdorf
Bergisdorf ist ein Ortsteil der Gemeinde Gutenborn im Burgenlandkreis in Sachsen-Anhalt.

## Geschichte
Das Dorf Bergisdorf wurde am 16. Oktober 1424 erstmals urkundlich erwähnt. Der Ort gehörte bis 1815 zum Amt Zeitz.
Die ehemalige Gemeinde Bergisdorf bestand aus den drei Ortsteilen Bergisdorf, Golben und Großosida (beide Orte wurden am 1. Juli 1950 nach Bergisdorf eingemeindet).
Am 1. Januar 2010 schlossen sich die bis dahin selbstständigen Gemeinden Bergisdorf, Droßdorf, Heuckewalde und Schellbach zur Gemeinde Gutenborn zusammen.
Entwicklung der Einwohnerzahl (ab 1995 31. Dezember):
| - 1990 – 433 - 1995 – 431 - 2000 – 424 | - 2003 – 425 - 2007 – 421 - 2008 – 419 |

 Datenquelle: Statistisches Landesamt Sachsen-Anhalt

## Söhne und Töchter des Ortes
- Charlotte Prinz (1904–1993), Malerin